# Patrick Gerritsen
Patrick Gerritsen (Oldenzaal, 13 maart 1987) is een Nederlands voormalig profvoetballer die als aanvaller speelde. Hij kwam uit voor FC Twente, Go Ahead Eagles en Excelsior '31. In het seizoen 2015/16 werd hij topscorer van het KNVB Bekertoernooi.

## Clubcarrière

### Jeugd
Gerritsen kwam in zijn jeugd uit voor DSVD en FC Twente.

### FC Twente
Gerritsen debuteerde op 2 oktober 2005 voor FC Twente in de met 0–4 gewonnen uitwedstrijd tegen Heracles Almelo. De aanvaller kwam in zijn eerste seizoen tot vierentwintig wedstrijden, waarvan negentien basisplaatsen en trof zesmaal doel.
In een wedstrijd op 25 september 2006 van Jong FC Twente tegen Jong SC Heerenveen liep Gerritsen een dubbele beenbreuk op en kon daardoor bijna acht maanden niet spelen. Hij maakte zijn rentree tijdens de play-offs aan het einde van het seizoen 2006/07. In de voorbereiding op het volgende seizoen ging het opnieuw mis en brak hij zijn been opnieuw, waardoor hij tot de winterstop was uitgeschakeld. Sinds maart 2008 zat Gerritsen weer bij de selectie. Hij was echter meestal reserve en maakte zijn speeltijd vooral bij Jong FC Twente. Op 25 april 2009 maakte Gerritsen zijn rentree in de Eredivisie in een wedstrijd van FC Twente tegen sc Heerenveen.

### Go Ahead Eagles
Vanaf de zomer van 2009 werd hij verhuurd aan Eerstedivisionist Go Ahead Eagles. Tegelijkertijd werd zijn contract bij FC Twente met een jaar verlengd. Hij speelde in totaal vijfentwintig wedstrijden voor de Deventenaren en scoorde vijfmaal voor de club. De huurovereenkomst werd in 2010 met een jaar verlengd. Bij het aflopen van zijn contract bij FC Twente in 2011, werd Gerritsen transfervrij overgenomen door Go Ahead Eagles, waar hij een eenjarig contract tekende.

### Excelsior '31
In 2012 maakte hij de overstap naar amateurclub Excelsior '31. Met deze club haalde hij in de KNVB Beker van het seizoen 2015/16 de achtste finales en werd hij met vijf doelpunten topscorer van het toernooi. Vier van de vijf doelpunten scoorde hij in de met 10–2 gewonnen wedstrijd tegen VV SCM in de eerste ronde. In juli 2017 beëindigde Gerritsen zijn voetbalcarrière.

## Jong Oranje
Met Jong Oranje won hij in 2006 het Europees kampioenschap onder 21.

## Erelijst
FC Twente
- UEFA Intertoto Cup: 2006

 Jong FC Twente
- Beloften Eredivisie: 2007/08

 Nederland onder 21
- Europees kampioenschap onder 21: 2006

Individueel
- Topscorer KNVB Beker: 2015/16 (Excelsior '31)

## Statistieken
| Seizoen         | Club                   |                    | Competitie      | Competitie | Competitie | Beker | Beker | Internationaal | Internationaal | Overig | Overig | Totaal | Totaal |
| Seizoen         | Club                   | Wed.               | Competitie      | Dlp.       | Wed.       | Dlp.  | Wed.  | Dlp.           | Wed.           | Dlp.   | Wed.   | Dlp.   |        |
| --------------- | ---------------------- | ------------------ | --------------- | ---------- | ---------- | ----- | ----- | -------------- | -------------- | ------ | ------ | ------ | ------ |
| 2005/06         | FC Twente              | Vlag van Nederland | Eredivisie      | 24         | 6          | 1     | 0     | -              | -              | 6      | 2      | 31     | 8      |
| 2006/07         | FC Twente              | Vlag van Nederland | Eredivisie      | 3          | 0          | 1     | 0     | 3              | 0              | 1      | 0      | 8      | 0      |
| 2007/08         | FC Twente              | Vlag van Nederland | Eredivisie      | 0          | 0          | 0     | 0     | 0              | 0              | 0      | 0      | 0      | 0      |
| 2008/09         | FC Twente              | Vlag van Nederland | Eredivisie      | 1          | 0          | 0     | 0     | 1              | 0              | 0      | 0      | 2      | 0      |
| Club totaal     | Club totaal            | Club totaal        | Club totaal     | 28         | 6          | 2     | 0     | 4              | 0              | 7      | 2      | 41     | 8      |
| 2009/10         | Go Ahead Eagles (huur) | Vlag van Nederland | Eerste divisie  | 22         | 4          | 1     | 1     | -              | -              | 2      | 0      | 25     | 5      |
| 2010/11         | Go Ahead Eagles (huur) | Vlag van Nederland | Eerste divisie  | 25         | 4          | 2     | 1     | -              | -              | 2      | 0      | 29     | 5      |
| 2011/12         | Go Ahead Eagles        | Vlag van Nederland | Eerste divisie  | 18         | 2          | 3     | 0     | -              | -              | 2      | 0      | 23     | 2      |
| Club totaal     | Club totaal            | Club totaal        | Club totaal     | 65         | 10         | 6     | 2     | 0              | 0              | 6      | 0      | 77     | 12     |
| Carrière totaal | Carrière totaal        | Carrière totaal    | Carrière totaal | 93         | 16         | 8     | 2     | 4              | 0              | 13     | 2      | 118    | 20     |

Bijgewerkt op 3 jul 2012 13:29 (CEST)